# Fritz Weaver
Fritz William Weaver (Pittsburgh, 19 gennaio 1926 – New York, 26 novembre 2016) è stato un attore statunitense, attivo in campo teatrale, televisivo e cinematografico.
Nel 1970 vinse il Tony Award al miglior attore protagonista in un'opera teatrale per la sua interpretazione in Child's Play a Broadway.
È stato sposato con Sylvia Short dal 1954 al 1979 e con Rochelle Olivier dal 1997 alla morte, avvenuta nel 2016 all'età di novant'anni.

## Filmografia parziale

### Cinema
- A prova di errore (Fail-Safe), regia di Sidney Lumet (1964)
- Passeggiata sotto la pioggia di primavera (A Walk in the Spring Rain), regia di Guy Green (1970)
- Il giorno del delfino (The Day of the Dolphin), regia di Mike Nichols (1973)
- Il maratoneta (Marathon Man), regia di John Schlesinger (1976)
- Black Sunday, regia di John Frankenheimer (1977)
- Generazione Proteus (Demon Seed), regia di Donald Cammell (1977)
- Moses Wine detective (The Big Fix), regia di Jeremy Kagan (1978)
- Nightkill, regia di Ted Post (1980)
- Creepshow, regia di George A. Romero (1982)
- Power - Potere (Power), regia di Sidney Lumet (1986)
- Gioco a due (The Thomas Crown Affair), regia di John McTiernan (1999)
- This Must Be the Place, regia di Paolo Sorrentino (2011)
- Muhammad Ali's Greatest Fight, regia di Stephen Frears (2013)
- Mr Cobbler e la bottega magica (The Cobbler), regia di Thomas McCarthy (2014)

### Televisione
- The DuPont Show of the Month – serie TV, episodi 1x03-1x07-4x07 (1957-1961)
- Ai confini della realtà (The Twilight Zone) – serie TV, episodi 1x14-2x29 (1960-1961)
- The New Breed – serie TV, episodio 1x03 (1961)
- The Nurses – serie TV, 2 episodi (1962-1964)
- La grande avventura (The Great Adventure) – serie TV, episodio 1x25 (1964)
- Missione segreta (Espionage) – serie TV, episodio 1x13 (1964)
- Gli inafferrabili (The Rogues) – serie TV, episodio 1x03 (1964)
- Gli uomini della prateria (Rawhide) – serie TV, episodi 7x07-7x08 (1964)
- Sui sentieri del West (The Outcasts) – serie TV, episodio 1x10 (1968)
- Squadra speciale anticrimine (The Felony Squad) – serie TV, episodi 3x15-3x16 (1969)
- Un salto nel buio (Tales from the Darkside) - serie TV, episodi 1x08-2x13 (1984-1986)
- La signora in giallo (Murder, She Wrote) – serie TV, episodi 1x15-3x11-4x01 (1985-1987)
- Ai confini della realtà (The Twilight Zone) – serie TV, episodio 1x32 (1986)
- Star Trek: Deep Space Nine – serie TV, episodio 2x25 (1994)

## Doppiatori italiani
Nelle versioni in italiano delle opere in cui ha recitato, Fritz Weaver è stato doppiato da:
- Nando Gazzolo in A prova di errore
- Massimo Foschi ne Il maratoneta
- Oreste Rizzini in Generazione Proteus
- Carlo Sabatini in Creepshow
- Arturo Dominici in Power - Potere
- Franco Zucca in Law & Order - I due volti della giustizia
- Gianni Musy in This Must Be the Place
- Dante Biagioni in Muhammad Ali's Greatest Fight
- Carlo Valli in Mr Cobbler e la bottega magica